# Andreas Szigat
Andreas Szigat (* 27. September 1971 in Frankfurt (Oder)) ist ein ehemaliger deutscher Schwimmer.
Der 1,87 m große Szigat startete für den OSC Potsdam. Als Dritter der Deutschen Meisterschaften 1992 über 100 Meter Freistil gehörte Szigat zum deutschen Aufgebot für die Olympischen Spiele 1992 in Barcelona. Die deutsche 4-mal-200-Meter-Freistilstaffel in der Besetzung Peter Sitt, Steffen Zesner, Andreas Szigat und Stefan Pfeiffer erreichte im olympischen Finale den vierten Platz. Die 4-mal-100-Meter-Freistilstaffel qualifizierte sich mit Mark Pinger, Andreas Szigat, Dirk Richter und Bengt Zikarsky als Zweite des zweiten Vorlaufs für das Finale. Im Finale schwammen Christian Tröger, Dirk Richter, Steffen Zesner und Mark Pinger auf den dritten Platz hinter den Staffeln aus den USA und der GUS. Für ihren Einsatz im Vorlauf erhielten auch Andreas Szigat und Bengt Zikarsky eine Bronzemedaille.
Außerdem erhielten Szigat und Zikarsky am 23. Juni 1993 das Silberblatt.
Zwei Jahre später belegte Andreas Szigat bei den Deutschen Meisterschaften 1994 den dritten Platz über 200 Meter Freistil. Bei den Schwimmweltmeisterschaften 1994 erreichte die deutsche 200-Meter-Freistilstaffel in der Besetzung Andreas Szigat, Christian Keller, Oliver Lampe und Steffen Zesner als Dritte hinter den Staffeln aus Schweden und Russland das Ziel. Bei seiner zweiten internationalen Bronzemedaille war Szigat auch selber im Finale angetreten.